# Moldoveanu-csúcs
A Fogarasi-havasokban található 2544 méteres Moldoveanu-csúcs (régen használatos magyar elnevezéssel Moldován-csúcs) Románia legmagasabb hegye. A csúcs a főgerinctől kissé délebbre, egy oldalgerincen van, így a Fogarasi-medencéből nem látszik, csak a főgerincről.

## Megközelítése
A Moldoveanu-ra feljutni a 2527 méter magas Nagy-Vist csúcs felől lehet. A Nagy-Vistre a gerincúton mindkét irányból meredek emelkedőn lehet feljutni. Itt le kell térni a gerincútról, és az oldalgerincen haladva 10-15 perc alatt elérhető a Moldoveanu. A nehéz táskákat érdemes a Nagy-Vist csúcson hagyni, mivel a két csúcsot elválasztó hasadék fala egy rövid szakaszon elég meredek.
A déli megközelítés a legelterjedtebb, mivel fel lehet jutni a cúcsra és le lehet ereszkedni egy nap alatt.
Autóval el lehet jutni egy erdészúton a "Stana lui Burnei" menedékházig. A piros háromszög jelzésen  3-4 óra felmászni a csúcsra. Az út meredek és nehéz, a végső részén (a Nagy-Vist csúcsról a Moldoveanu-csúcsra vezető úton) láncba kell kapaszkodni, és sok helyen kézzel-lábbal kell mászni. Ereszkedni általában a kék kereszt jelzésen szoktak, ami hosszabb, de könnyebb.
Az északi oldalról 3 népszerűbb útvonalon lehet feljutni. 
1. Vist-völgy - Viktóriaváros felől. A Vist-völgyön végig a  jelzést kell követni, egészen a Vist kapujáig, ahol is kiérkezünk a főgerincre. Innen a  jelzést kell követni a Nagy-Vist csúcsáig. A Nagy-Vistről a  jelzést követve jutunk el a Moldoveanu 2544 méter magas csúcsára. Ugyanitt található a Vist hegyi menedék. A Vist kapujába kiérvén, keletre (balra) jutunk el a hegyi menedékhez, kb 100 méternyire. Nyugatra (jobbra) haladunk a Nagy-Vist csúcsára. Ez az útvonal időben 6-7 órát vesz igénybe a völgytől a csúcsig.
2. Szombatfalvi-völgy - Felsőszombatfalva - Felsőszombatfalvi üdülőtelep. A Szombatfalvi-völgyön végig a  jelzést kell követni. Az erdei úton fel lehet autózni egy kis gátig, ami az út végét is jelenti. Innen gyalogosan kell folytatni. Elérkezünk a Szombatfalvi menedékházhoz. Innen folytatjuk tovább az utat egészen a gerincig, a Nagyablaknak nevezett nyeregig, a Fogarasi-havasok egyik leglátványosabb pontjáig. Kiérvén a főgerincre, nyugatra (jobbra) tartunk. Innen a  jelzést kell követni a Nagy-Vist csúcsáig. A Nagy-Vistről a  jelzést követve jutunk el a Moldoveanu 2544 méter magas csúcsára. Ez az útvonal nagyon hosszú, csak megfelelő edzettséggel rendelkezőknek ajánlott. Az útvonal hosszúsága miatt ajánlott a Szombatfalvi menedékházban éjszakázni, innen indulni hajnalban. Ugyanide ajánlott visszaérkezni és ismét eltölteni egy éjszakát, vagy be lehet vállalni, hogy még aznap elhagyják a hegyet. Ideálisabb azonban harmadnap visszaereszkedni a völgyben hagyott autóhoz.  
3. A Podragu menedékháztól.

## Képek

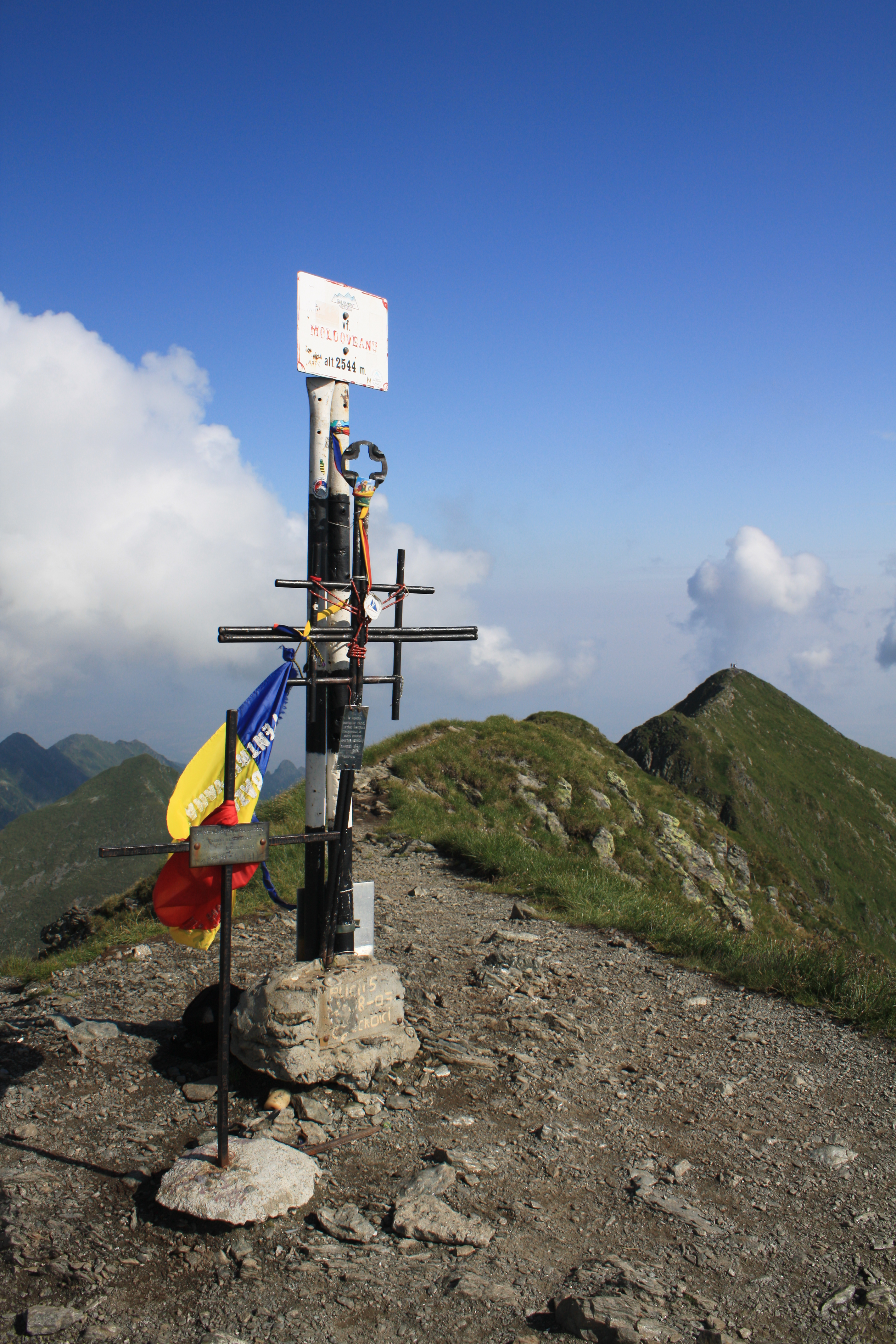
A hegycsúcson
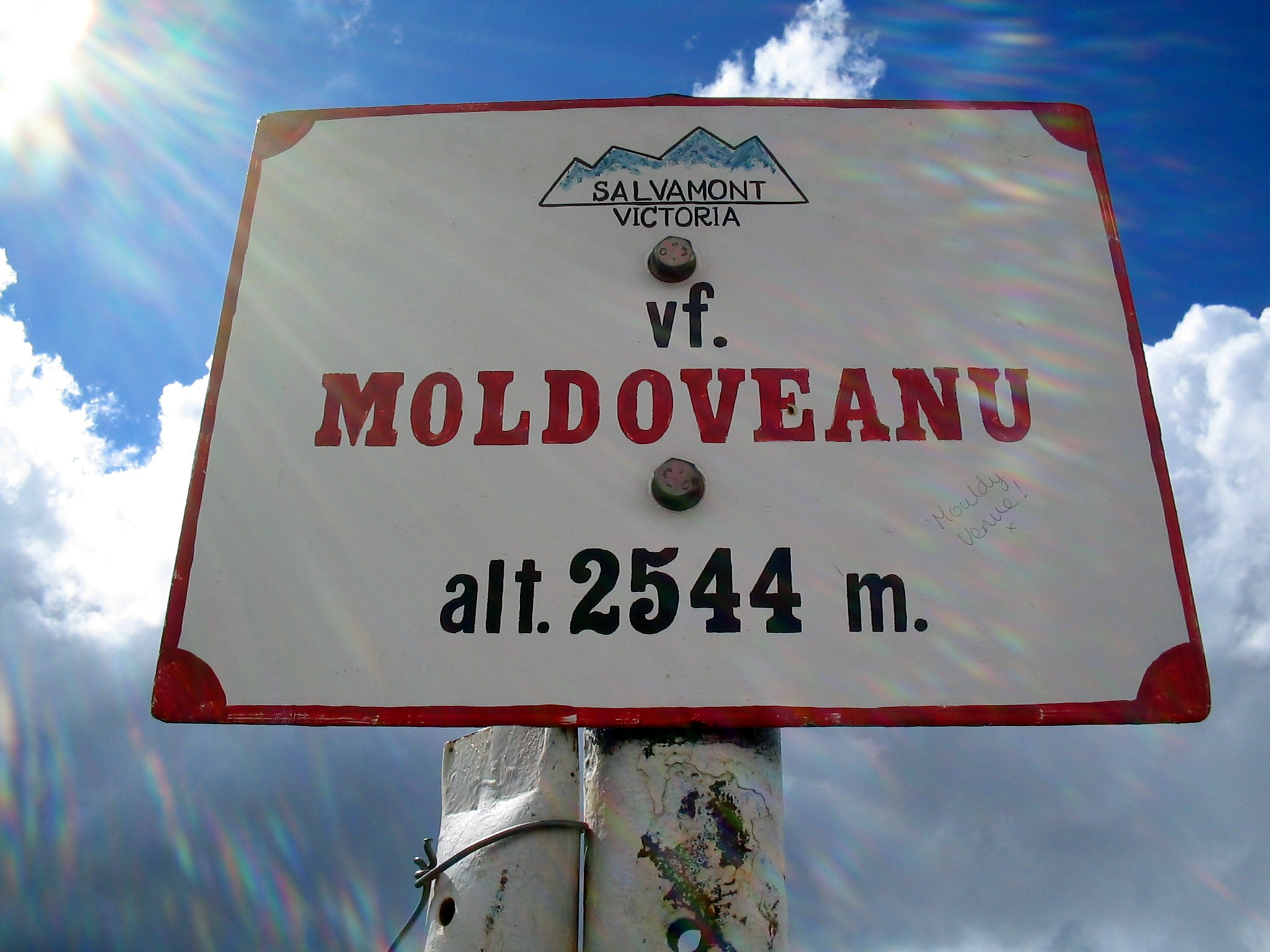
A Moldoveanu-csúcsot jelző tábla
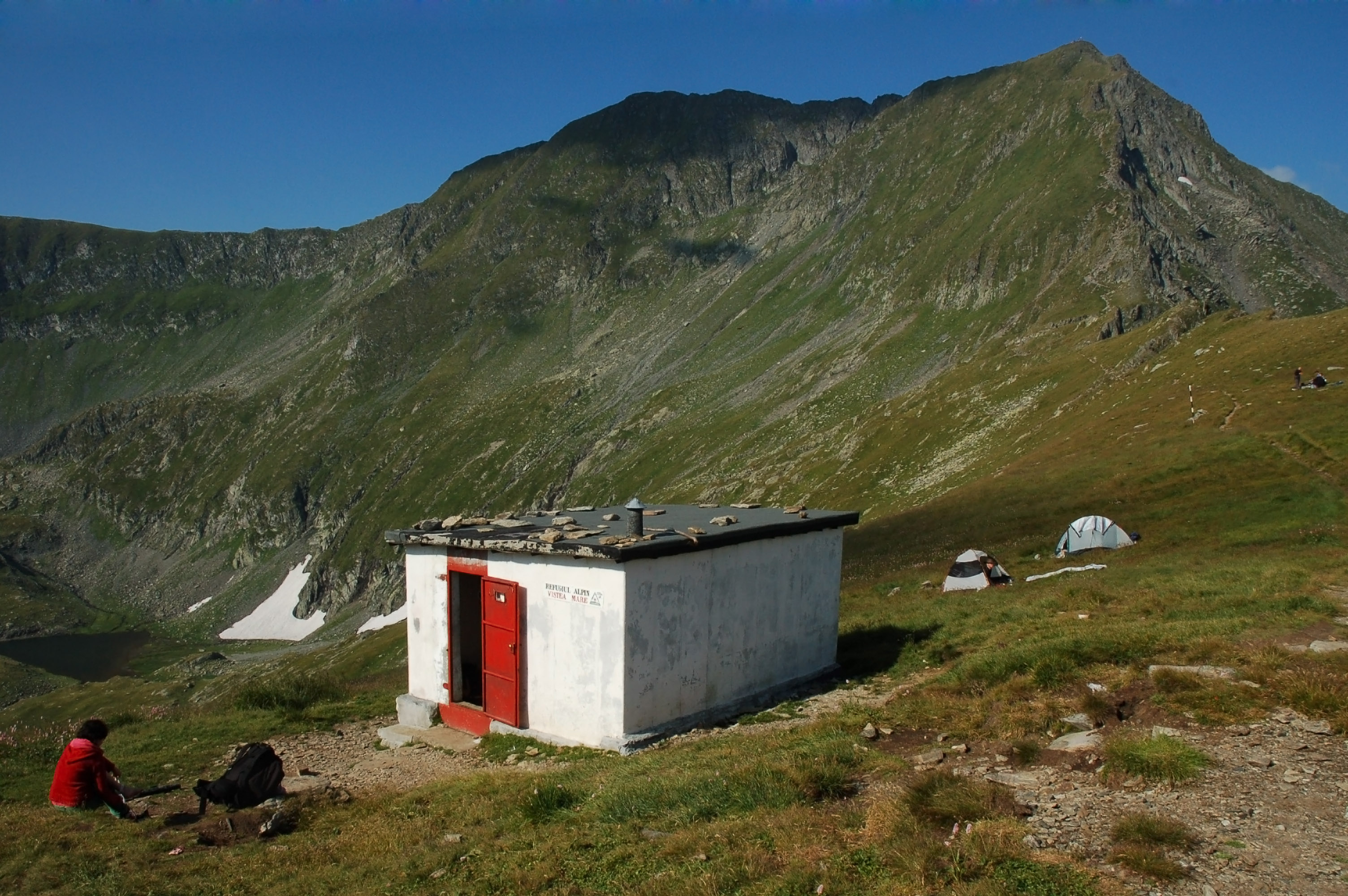
A hegy déli oldala és a Vistea menedékház